# Willy Voet
Willy Voet, né le 4 juillet 1945 à Malines, est l'ancien soigneur belge des équipes cyclistes Flandria, RMO, et Festina.

## Biographie

### Jeunesse
Willy Voet naît le 4 juillet 1945 à Malines. Son père est conducteur de train à la SNCB, et sa mère rempaille des chaises au domicile familial. Son père est également footballeur semi-professionnel et joue au poste d'arrière-droit au FC Malines. À la fin de sa carrière, il fait du vélo en vétéran. À 15 ans, Willy Voet commence le cyclisme à son tour au Dijlespurters de Malines. Il remporte au total une vingtaine de courses. En juniors, il côtoie Eddy Merckx, Herman Van Springel, Walter Godefroot.
Il devient coureur amateur en 1962, à 18 ans, et le reste jusqu'à 23 ans. Il consomme ses premières amphétamines cette année-là, initié par un ami et coéquipier. Il y a ensuite fréquemment recours. Le père de Willy Voet devient progressivement plus ambitieux pour son fils, et plus exigeant. Lors de sa deuxième année, Willy Voet bénéficie des soins d'un masseur ayant été coureur professionnel qui l'initie à d'autres méthodes de dopage : des solutions d'hormones mâles à boire durant la semaine précédant la course. Après avoir quitté l'école à 18 ans, Willy Voet est pompiste dans un garage de Malines pendant deux ans. Il effectue ensuite son service militaire en Allemagne à Siegen (Rhénanie-du-Nord-Westphalie), où il est chauffeur du colonel. À son retour, il est porteur de journaux. Ce métier lui permet de s'entraîner l'après-midi, après avoir effectué sa tournée à vélo le matin. Il arrête ce travail au bout de deux ans, en même temps que sa carrière de coureur amateur.

### Carrière de soigneur
Devenu chauffeur d'autocar, Willy Voet croise six ans plus tard, en 1972, Jos Deschoenmaecker et Edward Janssens, deux coureurs professionnels avec lesquels il a couru chez les amateurs. Ils lui proposent de les accompagner le week-end suivant au Grand Prix de Fourmies. Willy Voet suit ensuite Janssens sur d'autres courses. Il apporte son aide au staff de son équipe, Magniflex, et le masse parfois. À la fin de l'année 1976, il s'inscrit au BLOSO à Gand pour y suivre une formation de 18 mois afin de devenir masseur. Après avoir travaillé au noir à la pige pour diverses équipes, il est recruté en 1979 par l'équipe Flandria-Ça-va-seul, dirigée par Jean de Gribaldy, qu'il a connu lorsqu'il dirigeait Magniflex. Il est ensuite employé par les équipes Marc Zeepcentrale en 1980, Daf Truck en 1981, puis l'équipe Sem-France-Loire de Jean de Gribaldy en 1982 et 1983.
En 1989, il est recruté par l'équipe R.M.O.. Il y reste jusqu'à sa disparition à la fin de l'année 1992. Il rejoint ensuite l'équipe Festina en compagnie d'autres membres de RMO, dont le directeur sportif Bruno Roussel, et le coureur Pascal Lino, par l'entremise duquel il est recruté.
Willy Voet travaille également occasionnellement avec des équipes nationales. En 1982, il fait ainsi partie du staff de l'équipe de Belgique aux championnats du monde sur route. Il travaille avec l'équipe d'Irlande aux championnats du monde de 1980 et 1983. De 1994 à 1997, il accompagne l'équipe de France aux championnats du monde sur route.

### Affaire Festina
Il est impliqué dans l'affaire Festina en 1998. À trois jours du départ du Tour, le 8 juillet, à 5 h 40 du matin, au détour d'une petite route de Dronckaert à la frontière franco-belge, Willy Voet est interpellé au volant de sa Fiat aux couleurs de Festina par des douaniers. Ce qui devait être un contrôle de routine aboutit à la fouille de la voiture : dans le coffre, les douaniers mettent la main sur des sacs isothermiques contenant plus de quatre cents flacons de produits dopants et stupéfiants (235 ampoules d'EPO, 120 capsules d'amphétamines, 82 solutions d'hormones de croissance, 60 flacons de testostérone, des corticoïdes et des amphétamines). Une rumeur circulant dans les caravanes du Tour veut que Willy Voet ait été dénoncé « aux services douaniers par le directeur sportif d'une équipe concurrente, inquiet de la suprématie grandissante des Festina ».
Placé en garde à vue, Willy Voet avoue trois jours plus tard. Une information judiciaire est ouverte pour importation en contrebande et circulation irrégulière de marchandises prohibées. Le 17 juillet, Bruno Roussel, directeur sportif de Festina, déclare par l'intermédiaire de son avocat : « Oui, il existe un système de dopage organisé au sein de l'équipe ». Jean-Marie Leblanc, le directeur du Tour, décide alors d'exclure Festina de la compétition le jour même, à 23 heures.
Willy Voet est mis en examen par le juge lillois Patrick Keil et écroué deux semaines. Le 22 décembre 2000, le tribunal correctionnel de Lille le condamne à 10 mois d'emprisonnement assorti du sursis et 30 000 francs d'amende pour avoir transporté des produits dopants.

## Critique du dopage
Ce que dénonce Willy Voet, notamment dans son best-seller Massacre à la chaîne, révélations sur 30 ans de tricheries, c'est un dopage institutionnel, c'est-à-dire totalement intégré au monde du cyclisme, et non des pratiques ponctuelles et circonscrites au seul coureur cycliste : l'entourage participe à l'organisation empirique et scientifique du dopage.
« Les années 80 furent beaucoup plus agréables. Tout le monde faisait pareil, ça marchait aux amphétamines et aux corticoïdes. Dans les années 90, il y a eu beaucoup plus d'argent en jeu et l'EPO a fait son entrée. » déclare-t-il.
Dix ans après son arrestation dans l'affaire Festina, Willy Voet prétend que rien n'a changé dans le cyclisme, se basant notamment sur les contrôles positifs à l'EPO de Riccardo Ricco, Leonardo Piepoli, Stefan Schumacher et Bernhard Kohl, ainsi que sur la présence à des postes de directeurs dans des équipes cyclistes d'anciens dopés, comme Bjarne Riis et Kim Andersen.

Questionné en 2008 sur une éventuelle disparition du dopage dix ans après l'affaire Festina, il répond : « Quand on voit l’allure à laquelle roulent les coureurs… Ça va aussi vite qu’avant, voire plus vite. Je ne vois pas comment les choses auraient pu changer. Gagner le Tour à l’eau claire, ça me paraît difficile. Mais pour moi, ce n’est pas grave. C’est toujours le meilleur qui gagne. ».

## Vie privée
Il est marié avec Sylvie Voet qui elle aussi écrit sur le dopage dans le cyclisme,.